# یورگن لهنرت
یورگن لهنرت (آلمانی: Jürgen Lehnert؛ زادهٔ ۲ نوامبر ۱۹۵۴) قایقران کانو اهل آلمان بود.